# Ottrott
Ottrott è un comune francese di 1 689 abitanti situato nel dipartimento del Basso Reno nella regione del Grand Est.
Del territorio comunale fa parte il Monte santa Ottilia (detto anche Hohenbourg in tedesco), che prende il nome da santa Ottilia, fondatrice dell'Abbazia di Hohenbourg, che si trova proprio su questo monte.

## Società

### Evoluzione demografica
Abitanti censiti